# はだかの刑事
『はだかの刑事』（はだかのデカ）は、1993年1月8日から9月24日まで、日本テレビ系列で毎週金曜20時 - 20時54分（JST）に全30話が放送された、東映制作の刑事ドラマ。

## 概要
主演を務める松方弘樹は、前番組である『刑事貴族』シリーズから引き続いての出演となる。物語の舞台は東京の下町、隅田川沿いで、隅田川警察署捜査課の管轄内で生まれ育った矢口万作刑事を筆頭に、刑事たちや彼らを取り巻く人間模様が描かれる。当初は人情路線で番組はスタートするも、第10話を境にテコ入れとして銃撃シーンやカーアクションが導入され、回を追うごとにアクション要素が増していった。さらに7月クールに入った第20話からはOP映像の変更なども行われた他、矢口を課長代理に据え、本山を筆頭に若手刑事たちを中心とした、アクションを重視した路線への完全リニューアルも図られている。
『太陽にほえろ!』を皮切りに20年以上にわたって続いてきた、日本テレビ系列の金曜20時台における刑事・アクション路線の最終作品であると同時に、同時間帯にて東映が制作を手がけた唯一の作品でもある。

## キャスト
矢口万作 警部補…松方弘樹
48歳。かつては射撃の名手であったが、とある事件で犯人を射殺して以来、銃は不携帯である。離婚歴があり、別れた妻との間に後述の娘がいる。飛行機嫌いで、自家用車は持っていない。第20話で田村が警視に昇任し副署長となったため、空きポストとなった課長職の代行として課長代理を務める。
本山由樹 警部補…世良公則
35歳。射撃の名手で、現場の指揮を執ることも多い。一般的な警官用のニューナンブ拳銃は合わないという理由で、オートマチックタイプのコルト・ガバメントを愛用。人情主義の矢口とは対照的に寡黙な現実主義者として振る舞っているが、同時に矢口の強引な捜査手法の真意も見抜くなど思慮深い一面もある。婚約者（かつて相棒だった元刑事･安田の妹）がいたが、事件に巻き込まれて落命して以来独身を通している。木下からは「もっちゃん」と呼ばれる。主に運転する覆面パトカーはパジェロ。
木下晶 巡査部長（ - 第20話）…室井滋
31歳。マンション住まいの独身。細かい物事に動じない磊落な性格の一方、女性ならではの繊細さと着眼点で事件を分析する。新堂が捜査課に配属されてからは彼女とコンビを組むことが多い。第20話で犯人に刺され殉職。自宅で「コロンボ」という名の猫を飼っていたが、殉職後は静に引き取られた。
三沢新平 警部補（第20話 - ）…布施博　
殉職した木下に代わり城南署より転任。論理よりも行動優先の直情径行型で、本山とは時に捜査方針を巡って対立しつつも互いに理解を深めていく。家族は父を子供の頃に亡くし、母と兄がいる。
岩城恭司 巡査…野々村真
25歳。刑事でありながら血に弱く、殺人現場への臨場が苦手。優し過ぎる性格が捜査に影響を与えることがある。妻は本庁通信司令室勤務（産休中、第26話で出産）。警察寮に住む。
古賀茂 巡査…勝村政信
25歳。管轄内の交番勤務が長かったことから地元住民たちとも気心が知れており、地域の事情に通じている。
新堂梨香 巡査…七瀬なつみ　
24歳。物語開始当初は少年係に勤務していたが、好奇心旺盛で毎回様々な理由を付けて捜査課の業務に首を突っ込んでいた。第10話にて捜査課へ異動となり、以降は主に木下とコンビを組むも、目を離した隙に木下が殉職してしまい激しいショックを受ける。その直後からトレードマークであった、ミッキーマウス型に結われたヘアスタイルをやめた一方、より派手な性格へと変貌する。署内には写真集や『太陽にほえろ!』の書籍など大量の石原裕次郎グッズを持ち込んでいる。
矢口あき（ - 第16話）…藤谷美紀
万作の娘。時々、父の元へ訪れていたが、第16話にて母の故郷である釧路へ引っ越した。
田村太助 （捜査課長・警部→副署長・警視）…橋爪功
矢口とは同い年。第20話で警視に昇任し副署長となり、出演シーンが減る。
由布院静…樹木希林
生命保険の外交員。矢口とは幼なじみで「矢口君」と呼び、自宅に下宿させている。最終話では、銃撃された矢口の身を泣きながら心配する淡い恋心らしき感情も覗かせた。その後、変わりゆく街に寂しさを感じ、矢口に家を貸したまま自ら田舎への転居を決意する。
由布院トキ子…緋多景子
静の姉で由布院家の主。夫とは既に死別し、現在は隠居の身。娘の出産と育児援助のため、第6話を最後に由布院家を去る。
ふみ子…一柳みる
矢口馴染みの小料理屋の女将。
小百合…大沢さやか
ふみ子の姪。
松川まさみ婦警（ - 第24話）…青山沙紀
竹山婦警（第25話 - ）…柴山智加
その他署員…叶けい子、黒木朋子、生田蔵満、高橋正郎、宮本幸三

## スタッフ
- 企画 - 服部比佐夫（NTV）、福湯通夫（東映）
- プロデューサー - 香月純一（東映）、川野知介（松プロダクション）
- 音楽 - 大島ミチル
- 撮影 - 稲垣久夫、池田健策、奥村正祐
- 照明 - 磯山忠雄
- 美術 - 大嶋修一
- 録音 - 熊谷良兵衛、渡辺典夫
- 整音 - 川島一郎
- 編集 - 田中修、只野信也
- 音響効果 - 原尚
- 選曲 - 秋本彰
- プロデューサー補 - 杉山邦彦（NTV）
- 製作担当 - 山田光男
- 製作担当補 - 木村立哉
- 主題歌 - 「東京」作詞 - 松井五郎　作曲・歌 - 矢沢永吉
- 挿入歌 - 「楽園を追われて」世良公則&ツイスト
- 技斗 - オフィス國井
- ガンエフェクト - BIG SHOT
- カースタント - 武士レーシング
- 助監督 - 松井昇、田﨑竜太、安養寺工、前嶋守男、小波津靖、諸田敏
- 現像 - 東映化学 ファイン・ネガ・ビデオシステム
- 協力 - UCC上島珈琲、東映美術センター、三菱自動車工業
- 制作協力 - 松プロダクション
- 制作 - 東映

## 放送日程
| 放送日  | 放送回 | サブタイトル                                                             | 脚本              | 監督     | ゲスト                                                                                                   |
| ------- | ------ | ------------------------------------------------------------------------ | ----------------- | -------- | --- |
| 1月08日 | 1      | '93 隅田川署 春 わたしの愛した娘・街 －十八年目の真実（2時間スペシャル） | 布勢博一 尾西兼一 | 木下亮   | 前田吟、白島靖代、吉田友紀、丸岡奨詞、江藤漢、絵沢萌子                                                   |
| 1月15日 | 2      | マイホーム                                                               | 金子裕            | 黒沢直輔 | 下條アトム                                                                                               |
| 1月22日 | 3      | ダイヤルQ2の女                                                           | 尾西兼一          | 黒沢直輔 | あめくみちこ                                                                                             |
| 1月29日 | 4      | 万作、懲戒免職!?                                                         | 大川俊道          | 日高武治 | 北村総一朗、谷嶋俊、佐藤忍、志賀圭二郎                                                                   |
| 2月05日 | 5      | 石段を跳ぶ少女                                                           | 古内一成          | 日高武治 | 吉川十和子                                                                                               |
| 2月12日 | 6      | 幼なじみ                                                                 | 尾西兼一          | 和泉聖治 | 河合美智子                                                                                               |
| 2月19日 | 7      | 偽りの家族                                                               | 大野武雄          | 和泉聖治 | 麻丘めぐみ                                                                                               |
| 2月26日 | 8      | 親切強盗                                                                 | 奥村俊雄          | 木下亮   | 生田智子、井上高志、二瓶鮫一                                                                             |
| 3月05日 | 9      | なごり雪                                                                 | 金子裕            | 木下亮   | 深水三章、粟津號、片岡弘貴、津田寛治、草村礼子、大方斐紗子                                               |
| 3月12日 | 10     | 愛と銃弾の間で                                                           | 尾西兼一          | 村川透   | 根岸季衣、山口仁、堀勉、ドン貫太郎                                                                       |
| 3月19日 | 11     | 腰抜けデカの逆襲                                                         | 古内一成          | 村川透   | 志村東吾、草薙仁、坂田雅彦、平賀雅臣、石井愃一、坂本あきら                                               |
| 4月16日 | 12     | 指紋のない殺人者                                                         | 大野武雄          | 小山幹夫 | 石橋蓮司、西田久美子、海一生、左時枝                                                                     |
| 4月23日 | 13     | 淋しい熱帯魚                                                             | 小川英 井川公彦   | 木下亮   | 阿藤海、池田史比古、頭師孝雄、木下浩之、 山口粧太、大林丈史、 きくち英一、大野麻耶、勝部演之、山口美也子 |
| 5月07日 | 14     | 女刑事危機一髪!!                                                         | 尾西兼一          | 木下亮   | 大寶智子、遠藤憲一、及川ヒロオ                                                                           |
| 5月14日 | 15     | 危険な天使                                                               | 峯尾基三          | 小山幹夫 | 高橋長英、細山田隆人                                                                                     |
| 5月21日 | 16     | 傷だらけの肖像画                                                         | 金子裕            | 村川透   | 中西良太、藤田佳子、武野功雄、草薙幸二郎                                                                 |
| 5月28日 | 17     | 哀しみの街角                                                             | 大川俊道          | 村川透   | 吉野真弓、松田優、米山善吉、松山鷹志                                                                     |
| 6月11日 | 18     | 刑事が銃を撃つ時                                                         | 古内一成          | 日高武治 | 平泉成、宍戸勝、川上泳、清水進一                                                                         |
| 6月25日 | 19     | 純情デカの反撃                                                           | 巽祐一郎          | 日高武治 | 杉田かおる、新井康弘、成清加奈子                                                                         |
| 7月02日 | 20     | 殉職・新たな挑戦                                                         | 尾西兼一          | 村川透   | 嶋田久作、大杉漣、宮沢風太郎                                                                             |
| 7月09日 | 21     | 鳴けない犬                                                               | 金子裕            | 和泉聖治 | 北見敏之、ダチョウ倶楽部、伊藤淳史                                                                       |
| 7月16日 | 22     | 優しさの証明                                                             | 尾西兼一          | 和泉聖治 | 湯江健幸、河原さぶ、不破万作                                                                             |
| 7月23日 | 23     | 麻薬・ガラスの青春                                                       | 古内一成          | 黒沢直輔 | 梶原阿貴、佐野智郎、工藤俊作、市山登、長井秀和                                                           |
| 7月30日 | 24     | 盗聴・脅迫者の影                                                         | 大川俊道          | 黒沢直輔 | 町田真一、大森嘉之、橘ゆかり、伊藤洋三郎                                                                 |
| 8月06日 | 25     | 拳銃とお弁当                                                             | 金子裕            | 木下亮   | 南條玲子、西田健、藤江リカ、三谷昇                                                                       |
| 8月20日 | 26     | 泣き虫デカの友情                                                         | 尾西兼一          | 木下亮   | 利重剛、冴場都夢、斉藤暁、江藤漢                                                                         |
| 8月27日 | 27     | オバケとおばあちゃん                                                     | 金子裕            | 村川透   | 杉山とく子、六浦誠、岩本宗規、三谷昇                                                                     |
| 9月03日 | 28     | 説得                                                                     | 古内一成          | 村川透   | 須藤正裕、平賀雅臣、藤田めいる                                                                           |
| 9月10日 | 29     | 誘拐・天使の火遊び                                                       | 大川俊道          | 松井昇   | 又野誠治、相川恵里、白鳥智恵子、井田州彦                                                                 |
| 9月24日 | 30     | 俺の愛したこの街で                                                       | 尾西兼一          | 黒沢直輔 | 中野英雄、板谷祐三子、小沢仁志、小沢和義、堀田真三、江藤漢                                               |

## 備考
- CS局では、過去に東映チャンネルでの放送実績があるが、完パケがそれまでの本放送・再放送で使われた、ファインネガビデオシステムを利用したVTRマスターから素材フィルムによるリマスターに変更されており、それにより作品内のテロップもフィルム焼き付け式に変更されている。一方で、2015年にファミリー劇場で集中放送された際には、本放送・再放送で使用された素材を利用して放送されている。
- 小道具に関しては、当時のドラマでは珍しくリアルさが追求され、刑事役の俳優は現場では腕章を着け[5]、聞き込み時のメモも警察手帳ではなく[6]、システム手帳やバインダーノート[7]が使われていた。また特筆すべき点として、現状保存が必要な現場では全員手袋に加え、足跡を残さないための靴用ビニールカバーを着用していた。
- ネット局のうち、日本テレビ系列・フジテレビ系列・テレビ朝日系列の3系列のクロスネット局だったテレビ大分は、本番組をもって金曜20時台の日本テレビ系ドラマ枠のネット受けから撤退した。これは本番組終了直後の1993年10月にテレビ朝日系列の大分朝日放送が開局し、テレビ大分における金曜20時台がフジテレビ同時ネット枠に変更されたことによるもので、同局での後番組は『金曜ファミリーランド』となった。これにより、1993年10月以降の同枠はクロスネット局も含め、テレビ大分のみ唯一の未ネットとなった。
- 『太陽にほえろ!』の頃より、日本テレビ系列の金曜20時台に放送される番組の筆頭スポンサーだった三菱電機は、本番組の開始当初も1分提供という形でスポンサーに名を連ねていた（前番組の『刑事貴族3』までは2分提供。削った1分は『土曜グランド劇場』に移行）が、1993年3月をもって降板。その1分枠も『土曜グランド劇場』に移行した。
- 作中に登場する覆面パトカーには、スポンサーである三菱自動車製の自動車が使用され、本山刑事の愛車のパジェロの他に、ギャラン、エメロード、ディアマンテ、ミラージュセダン、デリカ等が使用された。